# Saareküla
Koordinaten: 58° 26′ N, 23° 6′ O
Saareküla ist ein Dorf (estnisch küla) auf der größten estnischen Insel Saaremaa. Es gehört zur Landgemeinde Saaremaa (bis 2017: Landgemeinde Laimjala) im Kreis Saare. 2017 wurde Rannaküla ein Teil von Saareküla.
Das Dorf hat 14 Einwohner (Stand 31. Dezember 2011). Es liegt nördlich der Saastna-Bucht (Saastna laht).